# Pseudotrachydium vesiculoso-alatum
Pseudotrachydium vesiculoso-alatum är en flockblommig växtart som först beskrevs av Karl Heinz Rechinger, och fick sitt nu gällande namn av Pimenov och Kljuykov. Pseudotrachydium vesiculoso-alatum ingår i släktet Pseudotrachydium och familjen flockblommiga växter. Inga underarter finns listade i Catalogue of Life.